# Si vuole scappare
Si vuole scappare è il secondo album in studio del gruppo musicale italiano Siberia, pubblicato il 23 febbraio 2018 per l'etichetta Maciste Dischi.